# Walenty Adamczyk
Walenty Adamczyk, ps. Topola, Granit (ur. 11 lutego 1910 w Luborzycy, zm. 8 czerwca 2003) – polski działacz ruchu ludowego, żołnierz Batalionów Chłopskich i Armii Krajowej.

## Życiorys
Pochodził z rodziny chłopskiej. W 1931 ukończył gimnazjum w Wieliczce. Podjął studia w Wyższym Studium Handlowym w Krakowie i na Wydziale Prawa Uniwersytetu Jagiellońskiego. W czasie studiów należał do PAML. W 1932 ukończył dywizyjny kurs podchorążych rezerwy piechoty przy 17 pułku piechoty w Różanie.
W 1939 brał udział w wojnie obronnej. Został ranny 11 września 1939 i leczył się w Lublinie i Brześciu. W czasie okupacji ukończył w ramach tajnego nauczania studia wyższe na UJ. W 1941 wstąpił do Batalionów Chłopskich. Był instruktorem komendy w Płaszowie, a od 1942 obwodu Kraków. Po akcji scaleniowej z Armią Krajową, został szefem propagandy i oświaty w dowództwie 106 DP AK. Redagował pismo Powstaniec i współredagował pismo Chłopi walczą.
Po zakończeniu wojny ukończył aplikację sądową i notarialną w Krakowie. Następnie pracował jako notariusz w Krakowie.
Pochowany na cmentarzu komunalnym w Wieliczce (sektor VIII-7-22). Na nagrobku podano: płk mgr Walenty Adamczyk, ur. 1910 zm. 8.VI.2003, notariusz.